# Duvalín

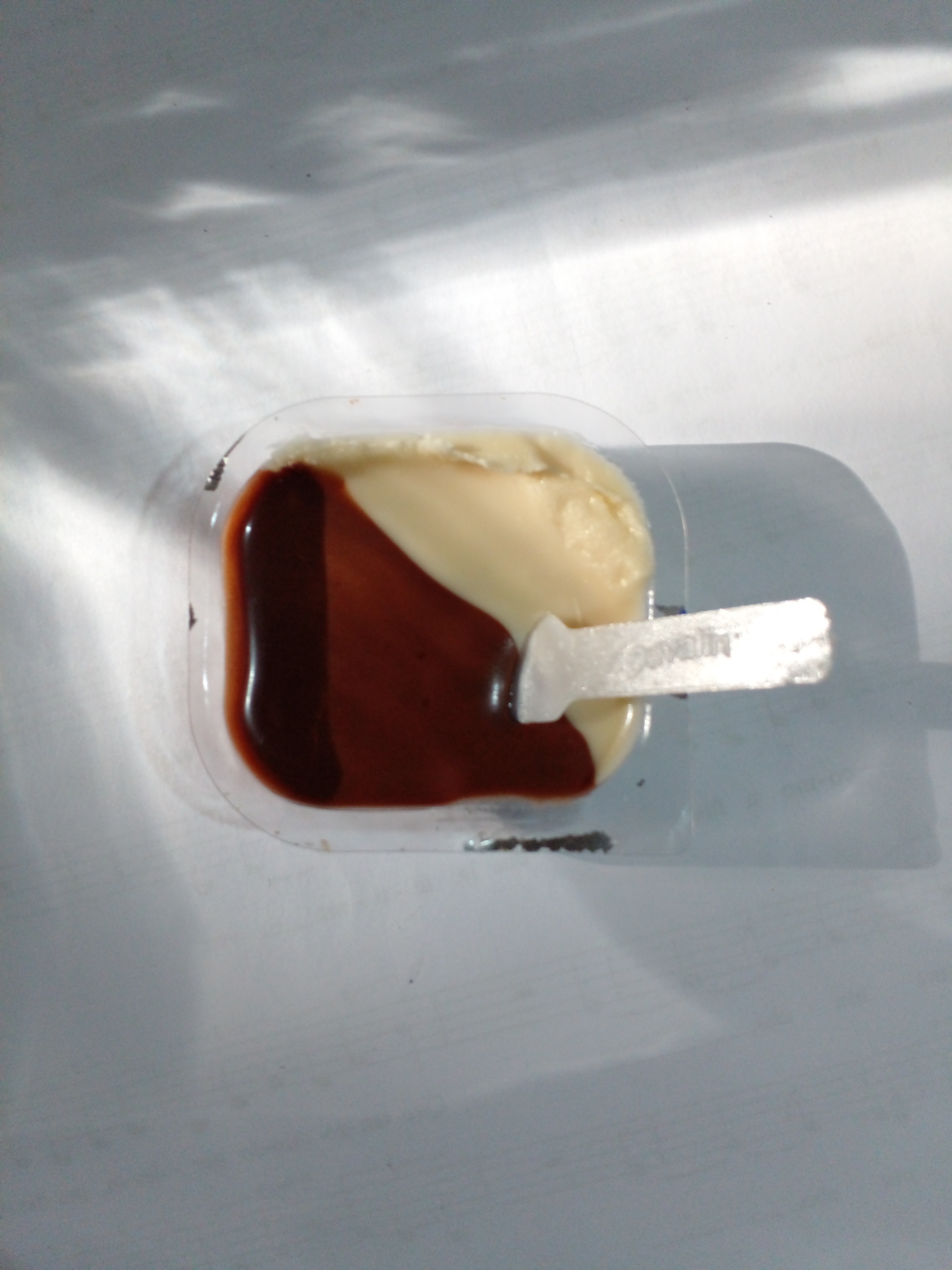
Un Duvalín bisabor de vainilla y avellana.

Duvalín es una golosina de la marca Ricolino, la cual pertenecía a Grupo Bimbo de México y Uruguay. La golosina untable está conformada por leche descremada y diferentes sabores, los principales son avellana/vainilla, avellana/fresa y fresa/vainilla.

## Historia
Originalmente fabricado por Lausa (Laboratorios y Agencias Unidas, S.A.), luego por JoyCo y después por Barcel. Duvalín incursionó en el segmento de golosinas untables de la industria de la confitería. En el año 2004, Ricolino, sub-empresa de Grupo Bimbo, adquirió las marcas Duvalin, Bocadín y Lunetas.
En México, Duvalín se anunciaba en un programa muy famoso de Televisa que se llamaba En Familia Con Chabelo, esto fue lo que hizo que el producto tuviera una gran difusión y que muchos niños lo consumieran.

## Productos de Ricolino hermanos
- Bubu Lubu
- Paleta Payaso
- Panditas
- Kranky
- Bocadín
- Lunetas
- Cubu Bubu
- Pecositas
- Chiclets
- Mini Paleta Payaso
- Clown Crikide
- Gallinitas
- Addams Gorgori
- Dada Lada
- Wario
- Gominolas
- Gomilocas Pingüinos
- Gomilocas Tiburones
- Gomilocas Dientes